# Cumań (stacja kolejowa)
Cumań (ukr. Цумань; ros. Цумань) – stacja kolejowa w miejscowości Kadyszcze, w rejonie łuckim, w obwodzie wołyńskim, na Ukrainie. Leży na linii Zdołbunów – Kowel. Jej nazwa pochodzi od pobliskiego osiedla typu miejskiego Cumania.
Przed II wojną światową znajdował się w tym miejscu przystanek kolejowy Rudeczka.